# Врх-при-Требелнем
Врх-при-Требелнем (словен. Vrh pri Trebelnem) — поселення в общині Мокроног-Требелно, регіон Південно-Східна Словенія, Словенія.